# Sibogagorgia weberi
Sibogagorgia weberi is een zachte koraalsoort uit de familie Paragorgiidae. De koraalsoort komt uit het geslacht Sibogagorgia. Sibogagorgia weberi werd in 1937 voor het eerst wetenschappelijk beschreven door Stiasny. 